# The Vines
The Vines è un gruppo rock alternativo australiano caratterizzato da uno stile musicale che si presenta come una miscela di rock degli anni sessanta e degli anni novanta.

## Storia

### Primi anni
Il nucleo originale dei Vines si è formato nei sobborghi di Sydney nella metà degli anni novanta, dove Craig Nicholls e Patrick Matthews si conoscono sul posto di lavoro, un McDonald's. Hanno quindi iniziato a suonare insieme, con Nicholls alla chitarra e voce e Matthews al basso. Ai due si è quasi subito aggiunto un amico di scuola di Matthews, David Oliffe, alla batteria. Il gruppo si chiamava inizialmente Rishikesh, nome scelto da Nicholls che si riferiva ad un posto in India che il suo gruppo preferito, The Beatles, avevano visitato. I giornali locali, per un errore di stampa, cambiarono il nome in Rishi Chasms, così i tre decisero di cambiare il nome del gruppo in The Vines, nome suggerito dal padre di Nicholls, frontman di una cover band di Elvis Presley chiamata The Vynes. Le prime composizioni erano cover dei Nirvana, che eseguivano a dei party in cortile, mentre iniziavano a sviluppare un proprio sound personale, registrando la musica su un registratore quattro piste di Nicholls.

### Highly Evolved
Nel luglio 2001 il gruppo è andato a Los Angeles per iniziare a registrare l'album di debutto, Highly Evolved, con Rob Schnapf, che aveva già lavorato con artisti come Foo Fighters, Beck e Elliott Smith. Le registrazioni si sono bloccate quasi subito, dato che i fondi scarseggiavano. David Oliffe decise di lasciare Los Angeles e ritornò in Australia, a causa della rapidità degli eventi e della pressione dovuta alla registrazione.
Il gruppo ritornò in studio pochi mesi dopo, in seguito al crescente interesse della casa discografica, avendo a disposizione batteristi come Joey Waronker dei R.E.M.. Una volta tornati in Australia, iniziarono la ricerca di un nuovo batterista verso la fine del 2001. Dopo poco tempo dall'inizio della ricerca, entrarono in formazione Hamish Rosser alla batteria e uno dei migliori amici di Nicholls, Ryan Griffiths, alla chitarra acustica.
Il loro primo singolo, Factory, pubblicato nel novembre 2001, suscitò un discreto interesse in Australia, mentre nel Regno Unito ottenne un discreto successo, ma la casa discografica stava solo considerando di pubblicare un EP. Nicholls, tuttavia, voleva realizzare a tutti i costi un full-length album invece di un EP, e quindi iniziò la ricerca di una casa discografica all'estero.
I Vines firmarono quindi un contratto con la Heavenly Records nel Regno Unito nel dicembre del 2001 e con la EMI in Australia nel mese di aprile del 2002. Il singolo Highly Evolved ebbe buoni riscontri nel Regno Unito, tanto che il settimanale musicale New Musical Express lo nominò singolo della settimana nel marzo del 2002. Highly Evolved nel Regno Unito arrivò alla posizione 32 della classifica dei singoli e anche in Australia nella classifica ARIAnet dei 100 singoli più ascoltati.
La pubblicazione dell'album vide un successo di critica, con il gruppo che conquistò le copertine di Rolling Stone e NME. L'album debuttò alla posizione 3 della classifica inglese degli album, alla 5 nella classifica ARIAnet in Australia, e alla 11 negli Stati Uniti nella Billboard Hot 100 album chart.
Il gruppo suonò quindi dal vivo al David Letterman Show e agli MTV Video Music Awards. Altri singoli furono estratti dall'album, tra cui Get Free e Outtathaway!. Un quarto singolo, Homesick, è stato pubblicato solo in Australia. Highly Evolved vendette 1,5 milioni di copie in tutto il mondo attraverso la distribuzione con la Capitol Records.
Nel maggio del 2003, il gruppo entrò in uno studio a Woodstock, nello Stato di New York, sempre con Rob Schnapf come produttore. Benché Craig Nicholls disse di voler realizzare un album con una buona produzione, nel marzo del 2004 dichiarò in un'intervista all'edizione australiana di Rolling Stone l'adesione ad una più-o-meno filosofia:

### Winning Days

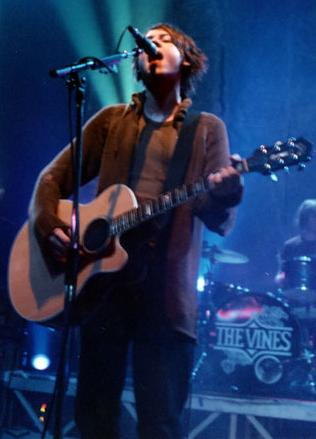
Il frontman del gruppo, Craig Nicholls

Il loro secondo album, Winning Days, è stato pubblicato il 29 marzo 2004 e ha debuttato alla posizione 7 in Australia, alla 23 e alla 29 rispettivamente negli Stati Uniti e nel Regno Unito. I Vines avevano recentemente terminato il loro "Australian Invasion" Tour con i Jet e i The Living End, iniziato l'11 marzo 2004 a Houston, in Texas. Ride è il primo singolo dell'album, e un secondo singolo, Winning Days è stato pubblicato in Australia (dove non entrò in classifica) e nel Regno Unito. Secondo alcune indiscrezioni, Animal Machine avrebbe dovuto essere il singolo successivo negli Stati Uniti, e le prime pubblicità dell'album negli Stati Uniti riportavano questo fatto. Tuttavia, negli Stati Uniti non fu pubblicato nessun singolo dopo Ride. Sempre Ride venne utilizzato per la pubblicità di un'auto della Nissan e dell'iPod negli Stati Uniti nel 2005.
Dopo la conclusione del Winning Days Tour, il gruppo si trovò ad affrontare diversi problemi. Winning Days non aveva avuto lo stesso successo di Highly Evolved, e aveva ottenuto un tiepido riscontro sia da parte di critici che dal pubblico al di fuori dei fan più accaniti. Il cantante Craig Nicholls stava diventando sempre più irregolare, e gli fu impedito di rilasciare interviste dopo diverse cattive esperienze durante il tour americano.
Questa situazione portò verso la fine di maggio del 2004 all'abbandono del palco da parte del bassista Patrick Matthews, dopo che Nicholls gridò contro il pubblico, dando loro delle pecore, frustrato dopo aver chiesto ripetutamente alla folla di smettere di parlare durante l'esecuzione del primo brano alla stazione radiofonica Triple M all'Annandale Hotel di Sydney. In seguito, Nicholls aggredì un fotografo, e dovette ripagargli i danni. La Triple M escluse i Vines dal palinsesto della loro rete (per ironia della sorte, la Triple M passava frequentemente la musica dei Vines e la settimana seguente la canzone Ride apparve sul countdown di canzoni di Planet Rock, in onda sulla stessa stazione). Dopo l'incidente, il management del gruppo dichiarò la fine del tour in supporto a Winning Days, e che il gruppo sarebbe entrato in studio per la registrazione di un nuovo album.

### Vision Valley
Verso la metà del 2005, il gruppo annunciò che stava lavorando sul terzo album con il produttore Wayne Connolly. Andy Kent, dei connazionali You Am I, aveva suonato al basso durante la registrazione del disco. A novembre, il management del gruppo annunciò la fine delle registrazioni di tutte le canzoni dell'album. Il missaggio e la masterizzazione delle tracce iniziò a gennaio 2006. A metà dicembre 2005, si scoprì che una delle canzoni dell'album era stata rubata. Tuttavia la traccia era incompleta e senza titolo, anche se presentava già la parte vocale e strumentale. Il manager del gruppo chiese la rimozione del brano dal blog in cui era stato trovato, e il batterista Hamish Rosser postò una dichiarazione nel forum dei fan chiedendo loro di non pubblicare o distribuire il brano su Internet.
Don't Listen to the Radio venne pubblicato come primo singolo, disponibile per il download digitale dal 7 marzo 2006 su iTunes. Gross Out venne invece reso disponibile per il download digitale il 18 marzo, e fu anche il primo brano rubato dell'album. Vision Valley è stato pubblicato il 1º aprile 2006 in Australia, il 3 aprile in Europa e il 4 aprile negli Stati Uniti.
Vision Valley è composto principalmente di brevi ed immediate canzoni; l'album dura poco più di 30 minuti. Anysound è stato il secondo singolo ufficiale dall'album, e un video musicale animato è stato pubblicato esclusivamente attraverso YouTube. Dope Train è stato il terzo singolo, con un video musicale composto di riprese dal vivo della band al Big Day Out nel 2007.

### La Sindrome di Asperger
Il 19 novembre 2004 è stato rivelato che Craig Nicholls ha la Sindrome di Asperger, un disturbo pervasivo dello sviluppo legato all'autismo. La sua diagnosi venne rivelata in un tribunale alla Corte locale di Sydney, dove si stava tenendo il procedimento per il risarcimento relativo all'aggressione al fotografo dell'Annadhale Hotel, risarcimento che venne poi annullato. È stato anche confermato che il gruppo potrebbe non riprendere tour a causa della condizione di Nicholls, ma probabilmente il gruppo potrà eseguire occasionali spettacoli.
Dal momento della sua diagnosi, Nicholls ha dovuto rinunciare al consumo di marijuana, visto che poteva aumentare il rischio di effetti collaterali provocati dal farmaco che è stato prescritto per la sua Sindrome di Asperger. Nicholls ha parlato della sua condizione in varie interviste, quando gli è stato chiesto.

### Il ritorno
Nel luglio del 2006, i Vines hanno tenuto un concerto presso l'Hotel Annandale sotto il nome di Joe Dirt, con un nuovo bassista, Brad Heald. L'ex bassista Patrick Matthews adesso suona per il gruppo alternative rock australiano Youth Group. Il gruppo ha annunciato sul fan-site ufficiale, Dreamin the Insane, che sono pronti per suonare dal vivo ed avere in programma show "ogni giorno adesso". Il 23 luglio, il gruppo appare come ospite misterioso allo Splendour Grass festival, a Byron Bay. Nel settembre del 2006 The Vines hanno eseguito il primo concerto dopo due anni di assenza dal palco. Si sono esibiti in due locali di Sydney e Melbourne, e tutte e due le esibizioni hanno registrato il tutto esaurito.
The Vines hanno suonato come Big Top all'Homebake festival nel dicembre del 2006. All'inizio di febbraio 2007, il gruppo ha completato il tour di esibizioni al Big Day Out, con ottime recensioni da parte della stampa. Come parte del loro programma per il Big Day Out tour, The Vines hanno eseguito una cover della canzone degli OutKast, So Fresh, So Clean. Il Frontman Craig Nicholls ha elogiato il pubblico e gli appassionati in tutto il tour, ringraziandoli per essere "rimasti con la band", durante il periodo precedente all'incidente di fronte all'Annandhale Hotel nel 2004. Nel corso del fine settimana di Pasqua nel mese di aprile del 2007, il gruppo ha fatto tre apparizioni in festival in tre notti (il Blackjack di Perth, il The Great Escape a Sydney e il Southern Roots a Hobart). La settimana seguente si sono esibiti ad Adelaide, Melbourne e Brisbane, sempre in tre serate consecutive.
Il gruppo ha iniziato a lavorare su un nuovo album nel mese di aprile 2007. Hanno anche dichiarato in una intervista alla radio che aspirano a realizzare un album all'anno.
Il gruppo si è esibito in una serie di piccoli concerti presso il Metro Theatre di Sydney a novembre. Con queste esibizioni è stato celebrato il decimo anniversario della Ivy League Records, etichetta con la quale il gruppo è sotto contratto dal 2007, e nelle stesse esibizioni si sono visti anche un certo numero di nuovi gruppi e artisti che fanno parte dell'etichetta, come Josh Pyke, The Red Riders e Hoolahan. Dopo la recente firma con Ivy League, dopo aver lasciato la Capitol Records, il gruppo è rientrato in studio a metà novembre del 2007, con il produttore di Highly Evolved e Winning Days, Rob Schnapf, a Los Angeles. Un commento pubblicato su MySpace dal gruppo afferma che il nuovo album sarà probabilmente pubblicato entro i primi quattro mesi del 2008. Le parti di batteria e basso di 15 canzoni che dovrebbero far parte del nuovo album sono state ultimate nel dicembre 2007 nel corso di una registrazione di 5 giorni, lasciando solo le parti di chitarra e voce, che saranno registrate nei primi mesi del 2008.

## Formazione

### Formazione attuale
- Craig Nicholls - voce, chitarra
- Ryan Griffiths - chitarra
- Brad Heald - basso (dal 2006)
- Hamish Rosser - batteria (dal 2003)

### Ex componenti
- David Oliffe - batteria (2002)
- Patrick Matthews - basso, voce (2002-2004)

## Discografia

### Album in studio
- 2002 - Highly Evolved
- 2004 - Winning Days
- 2006 - Vision Valley
- 2008 - Melodia
- 2011 - Future Primitive
- 2014 - Wicked Nature
- 2018 - In Miracle Land